# ديف بنينج
ديف بنينج هو مدرب كرة قدم ولاعب كرة قدم كندي، ولد في 3 نوفمبر 1969. لعب مع York Region Shooters ‏.